# Elezioni europee del 2019 nei Paesi Bassi
Le elezioni europee del 2019 nei Paesi Bassi si sono tenute giovedì 23 maggio per eleggere i 26 membri del Parlamento europeo spettanti ai Paesi Bassi. Tale numero di seggi è stato aumentato a 29 nel febbraio 2020, in seguito all'uscita del Regno Unito dall'Unione europea.

## Risultati
| Liste  | Liste                                                 | Gruppo    | Voti      | %     | Seggi |
| ------ | ----------------------------------------------------- | --------- | --------- | ----- | ----- |
|        | Partito del Lavoro (PvdA)                             | S&D       | 1.045.274 | 19,01 | 6     |
|        | Partito Popolare per la Libertà e la Democrazia (VVD) | RE        | 805.100   | 14,64 | 4     |
|        | Appello Cristiano Democratico (CDA)                   | PPE       | 669.555   | 12,18 | 4     |
|        | Forum per la Democrazia                               | ECR       | 602.507   | 10,96 | 3     |
|        | Sinistra Verde (GL)                                   | Verdi/ALE | 599.283   | 10,90 | 3     |
|        | Democratici 66 (D66)                                  | ALDE      | 389.692   | 7,07  | 2     |
|        | Unione Cristiana (CU)                                 | PPE       | 375.660   | 6,83  | 1     |
|        | Partito Politico Riformato (SGP)                      | ECR       | 375.660   | 6,83  | 1     |
|        | Partito per gli Animali (PvdD)                        | GUE/NGL   | 220.938   | 4,02  | 1     |
|        | 50PLUS                                                | PPE       | 215.199   | 3,92  | 1     |
|        | Partito per la Libertà (PVV)                          | -         | 194.178   | 3,54  | -     |
|        | Partito Socialista (SP)                               | -         | 185.224   | 3,37  | -     |
|        | Volt Europa                                           | -         | 106.004   | 1,93  | -     |
|        | DENK                                                  | -         | 60.669    | 1,10  | -     |
|        | Partito delle Regioni - Partito Pirata                | -         | 10.692    | 0,20  | -     |
|        | I Verdi                                               | -         | 9.546     | 0,18  | -     |
|        | Gesù Vive                                             | -         | 8.292     | 0,15  | -     |
| Totale | Totale                                                | Totale    | 5.497.813 |       | 26    |

- I 3 seggi ulteriori spettanti ai Paesi Bassi sono stati attribuiti al Partito Popolare per la Libertà e la Democrazia, a Forum per la Democrazia e al Partito per la Libertà (un seggio ciascuno).